# Bandera de la República Socialista de Bosnia y Herzegovina
La bandera de la República Socialista de Bosnia y Herzegovina fue adoptada por la RS de Bosnia y Herzegovina en 1946 y cayó en desuso en 1992. Es una modificación de la bandera nacional de la RFS de Yugoslavia.

## Descripción
La bandera de la República Socialista de Bosnia y Herzegovina consiste en una bandera de color rojo, que en su esquina superior izquierda contiene a una réplica en miniatura de la bandera nacional de la RFS de Yugoslavia, con un borde de color dorado.

## Historia
Durante la Segunda Guerra Mundial, en la lucha antifascista promovida por los partisanos, utilizando originalmente una bandera roja con una estrella también roja con borde dorado. En 1946, cuando se creó la RFS de Yugoslavia, y Bosnia-Herzegovina se incluyó dentro de esta como una república constituyente, la bandera se remodeló, agregando una réplica en miniatura de la bandera yugoslava en un cantón, mientras que el resto de la bandera era roja para simbolizar el socialismo, la ideología de Yugoslavia. Bosnia y Herzegovina también tuvo un nuevo escudo de armas durante el dominio yugoslavo; era un símbolo del industrialismo bosnio en ese momento. Esta bandera es similar a la bandera de la Unión Soviética y la bandera de China. Una bandera blanca con el antiguo escudo de armas de la nación siguió a la bandera comunista cuando Bosnia recuperó su independencia con la disolución de Yugoslavia en 1992 y esa bandera a su vez fue reemplazada por la bandera moderna en 1998 para representar mejor a todas las diferentes personas en Bosnia.

## Banderas históricas

Primera bandera propuesta para de la República Popular de Bosnia y Herzegovina (1946-1963) (nunca utilizada)
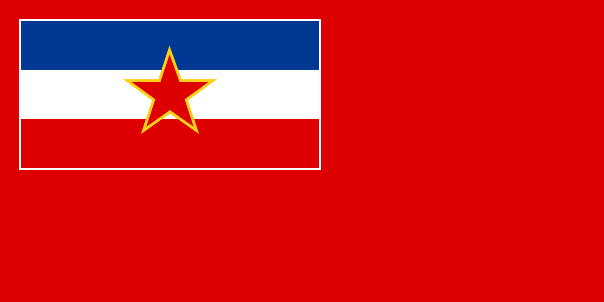
Segunda bandera propuesta para de la República Popular de Bosnia y Herzegovina (1946-1963) (nunca utilizada)
Bandera de la República Popular de Bosnia y Herzegovina (1946-1963) y de la República Socialista de Bosnia y Herzegovina (1963-1991)